# Hattenville
Hattenville település Franciaországban, Seine-Maritime megyében. Lakosainak száma 707 fő (2022. január 1.). Hattenville Rouville, Tocqueville-les-Murs, Trémauville, Yébleron, Ypreville-Biville és Terres-de-Caux községekkel határos.

## Népesség
A település népességének változása:
| Lakosok száma | 693  | 707  | 733  | 724  | 721  | 715  | 712  | 709  | 707  |
|               | 2013 | 2015 | 2016 | 2017 | 2018 | 2019 | 2020 | 2021 | 2022 |